# Meisatal

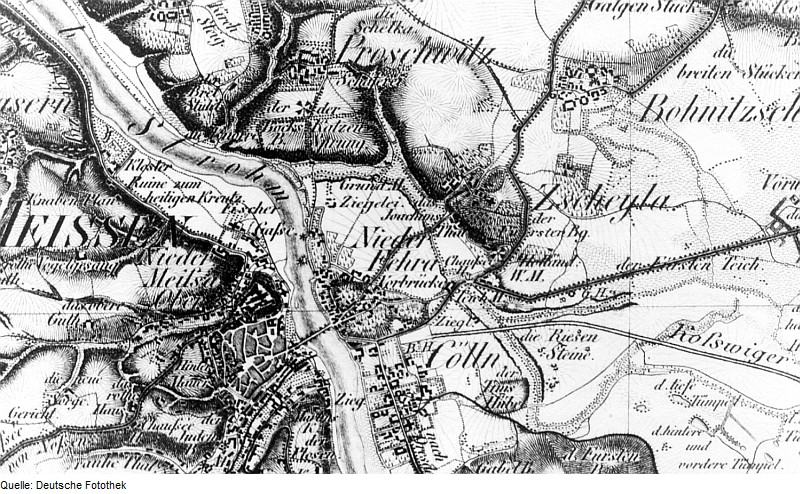
Hintermauer, Ober- und Niedermeisa auf einer Karte aus dem 19. Jahrhundert

Meisatal ist eine ehemalige Gemeinde in Sachsen, deren Ortsteile heute größtenteils zu Meißen gehören.
Die Landgemeinde bildete sich 1921 durch die Vereinigung von vier Vorstädten. Die westlich und nördlich der Meißner Altstadt gelegenen Orte Hintermauer, Obermeisa, Niedermeisa und Fischergasse (mit dem Ortsteil Klostergasse) gingen diese Bindung ein. Der Name der Gemeinde hängt zusammen mit der Lage der beiden Ortsteile Ober- und Niedermeisa im Tal der Meisa. Eine Urkunde erwähnt diesen Bach, der knapp unterhalb der Albrechtsburg in die Elbe mündet, bereits 1150 als „rivulus qui dicitur Misne“.
Die zur Amtshauptmannschaft Meißen gehörende Gemeinde Meisatal hatte 1925 genau 3327 Einwohner. Im Jahr 1926 kam noch die am Jahnabach gelegene Gemeinde Niederjahna hinzu. Die Landgemeinde Meisatal wurde 1928 nach Meißen eingemeindet. Niederjahna schied 1937 jedoch wieder aus der Stadt Meißen aus und wurde in die Gemeinde Jahna (heute zu Käbschütztal) umgegliedert. Der Rest der ehemaligen Gemeinde Meisatal gehört nach wie vor zu Meißen.